# تمراغت (تمراغت)
تمراغت هو دُوَّار يقع بجماعة أورير، عمالة أكادير إدا وتنان، جهة سوس ماسة في المملكة المغربية. ينتمي الدوّار لمشيخة تمراغت التي تضم دوار واحد. يقدر عدد سكانه بـ 3813 نسمة حسب الإحصاء الرسمي للسكان والسكنى لسنة 2004.
تتميز المنطقة بالجو المعتدل بحيث تعتبر منطقة جبلية متواجدة قرب البحر ما يجعل العديد من السياح الأجانب والسياح الداخليين «أي القانطين بالمملكة المغربية» يتوافدون إليها خصوصا في كل من فصلي الشتاء والصيف.

## دواويرها
من أسماء الدواوير المتواجدة في «منطقة تمراغت»:
- دوار أبها
- دوار أيت سوال
- دوار تيساليوين
- دوار الساحل
- دوار اسكتي
- دوار زكمي
- دوار بيكظي
- دوار بناء

## روابط خارجية
- البوابة الوطنية للجماعات الترابية نسخة محفوظة 12 مارس 2018 على موقع واي باك مشين.
- المندوبية السامية للتخطيط